# 홍학표
홍학표(洪鶴杓, 1961년 2월 9일~)는 대한민국의 배우.
서울특별시 종로구 청운동 출생이며 1982년 연극배우로 첫 데뷔하였고 1987년 MBC 문화방송 드라마에서 특채 연기자 데뷔하였다.

## 출연작

### TV 드라마
- 1987년: MBC 청소년드라마 《푸른 교실》
- 1988년: MBC 베스트셀러극장 《샴푸의 요정》 - 이현재 역
- 1989년: MBC 특집드라마 《초대받지 않은 여행》
- 1990년: MBC 신년특집극 《내 친구 천사》 - 김명구 역
- 1990년: MBC 청춘드라마 《우리들의 천국》 - 박진수 역
- 1992년: KBS 주말연속극 《숲속의 바람》 - 김준오 역
- 1993년: KBS 특집드라마 《달빛 고향》
- 1993년: MBC 미니시리즈 《사랑의 방식》 - 송효준 역
- 1993년: SBS 토요공개드라마 《사랑은 생방송》
- 1994년: SBS 테마시리즈 《사랑이라 부르는 것》
- 1994년: SBS 수목드라마 《이 남자가 사는 법》 - 한세현 역
- 1994년: SBS 주말극장 《이 여자가 사는 법》 - 모난수 역
- 1996년: KBS 일일연속극 《며느리 삼국지》 - 김상태 역
- 1997년: SBS 일일연속극 《미아리 일번지》 - 동수 역
- 1997년: SBS 일일연속극 《행복은 우리 가슴에》 - 조문수 역
- 1999년: MBC 주말연속극 《남의 속도 모르고》 - 전남도 역
- 2000년: KBS 일일연속극 《좋은걸 어떡해》 - 김석진 역
- 2001년: KBS 일일연속극 《사랑은 이런거야》 - 차상범 역
- 2001년: MBC 아침드라마 《내 마음의 보석상자》 - 배진호 역
- 2002년: MBC 아침드라마 《황금마차》 - 이강석 역
- 2005년: MBC 주말 특별기획드라마 《제5공화국》 - 장세동 역
- 2010년: MBC 주말연속극 《민들레 가족》 - 공병구 역

### 예능
- 1991년: MBC 《여기 젊음이》
- 1992년: MBC 《여기 젊음이》 - 신년5라운드
- 1992년: SBS 《빙글빙글 퀴즈》
- 1992년: SBS 《기쁜 우리 젊은날》
- 1993년: KBS 《달려라 고고》
- 1993년: MBC 《퀴즈여행 달려라 지구촌》
- 1993년: MBC 《일요일 일요일 밤에》 - 몰래카메라
- 1994년: SBS 《스타 서울 스타》
- 1994년: KBS 《밤과 음악사이》
- 1994년: SBS 《맞수 TV최강전》
- 1996년: SBS 《생방송 여기는 희망본부》

### 영화
- 1991년 《비 개인 오후를 좋아하세요?》
- 1991년 《맨발에서 벤츠까지》
- 1993년 《바람부는 날이면 압구정동에 가야한다》

## 수상 경력
- 1990년 MBC 연기대상 신인연기상
- 2000년 KBS 연기대상 조연상 《좋은걸 어떡해》

## 광고 및 홍보대사
- 1990년 롯데제과 MVP초컬릿 (with 임채원)
- 1991년 해태음료 하얀그대 하얀크리미 편 (with 유호정)
- 1992년 해태제과 리베나콘 - 사랑의 고백
- 1992년 뱅뱅어패럴 에드윈 - 냉동차
- 1992년 뱅뱅어패럴 에드윈 - 데이트 약속
- 1993년 롯데제과 롯데껌 - 신품질 롯데껌 (with 유하영)
- 1993년 뱅뱅어패럴 에드윈 - 봄세일
- 1993년 뱅뱅어패럴 에드윈 - 여름신상품 가격인하
- 1993년 뱅뱅어패럴 에드윈 - 가을정기세일
- 1993년 뱅뱅어패럴 에드윈 - 93겨울 편 (with 정혜영)
- 1994년 고려제약 감기약 하벤
- 1995년 LG화학 홈스타 부부청소 (with 김원희)
- 2011년 4월 경기국제항공전 홍보대사

1. ↑  “탤런트 洪鶴杓 22일 화촉”. 《동아일보》. 1994년 10월 23일. 2023년 6월 28일에 확인함.